# 국회경비대
국회경비대(國會警備隊, National Assembly Police Security Guard)는 대한민국 국회의 경호와 경비를 담당하는 서울특별시경찰청 소속 경비대이다. 서울시 영등포구 의사당대로 1(여의도동)에 위치하고 있다. 대장은 총경으로 보한다.

## 조직
| - 경비대장 - 경비부대장 - 행정과 - 경무계 - 경비계 - 청문협력계 | - 본부 - 의장경호대 - 경호팀 - 공관경비팀 - 경비제대 - 1제대 - 2제대 - 3제대 - 5제대 |

## 같이 보기
- 서울특별시지방경찰청